# Emisfero occidentale

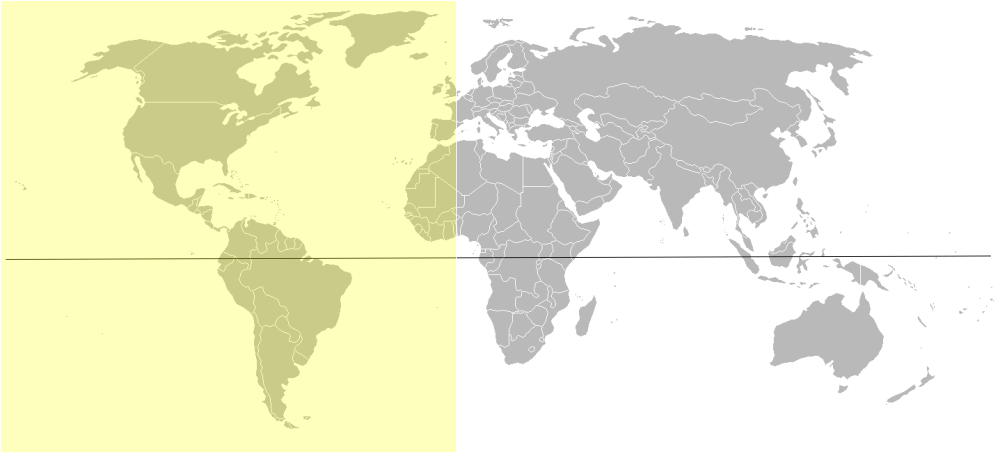
L'emisfero occidentale geografico della Terra indicato in giallo.

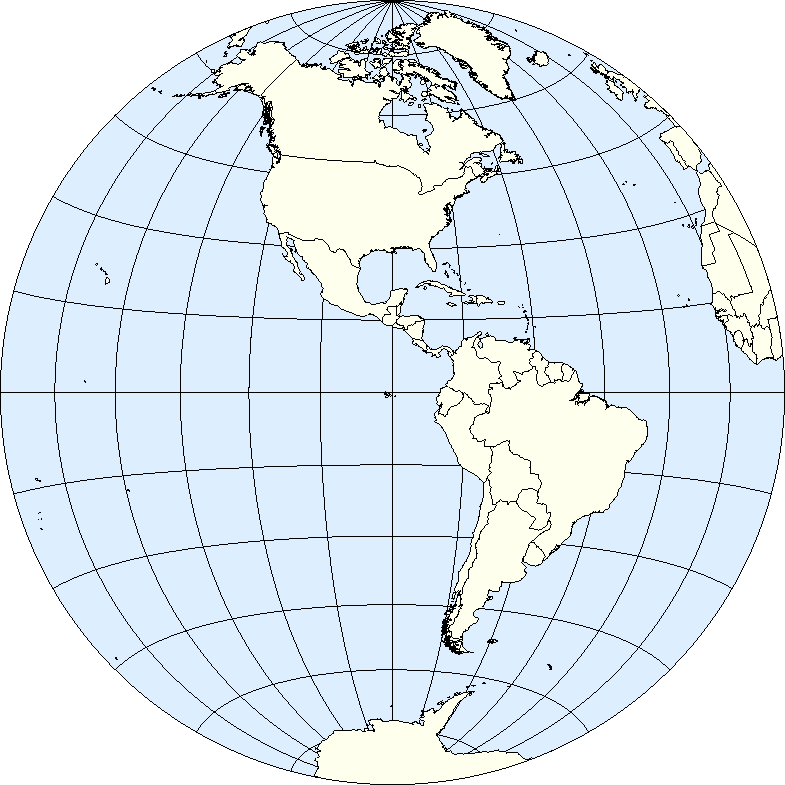
Emisfero occidentale in riferimento alle Americhe (o al Nuovo Mondo).

L'emisfero occidentale è un termine geografico utilizzato per indicare la metà della Terra che si trova ad ovest del meridiano di Greenwich (che attraversa Greenwich a Londra, nel Regno Unito), l'altra metà è l'emisfero orientale. Inoltre viene utilizzato in modo specifico in riferimento alle Americhe (o il Nuovo Mondo) e le acque adiacenti, pur escludendo altri territori che si trovano geograficamente in questo emisfero (parti di Africa, Europa, Antartide e Asia); quindi è a volte denominato emisfero americano.

## Panoramica
Qualsiasi definizione di emisfero orientale o occidentale però richiede la selezione di un meridiano arbitrario e parallelamente un corrispondente meridiano dall'altra parte della Terra. Pertanto viene utilizzato il Primo Meridiano a 0° di longitudine che passa per Greenwich, e il meridiano dall'altra parte della terra dove passa la linea internazionale del cambio di data (per la maggior parte lungo il 180° di longitudine). Nel suo senso geografico, l'emisfero occidentale, comprende non solo le Americhe ma porzioni dell'Europa occidentale, dell'Africa, la punta orientale della Russia, numerosi territori dell'Oceania, e una porzione dell'Antartide, escludendo alcune delle isole Aleutine a sud-ovest dell'Alaska. Spesso vengono utilizzati i meridiani di 20° W e diametralmente il 160° E, escludendo pertanto le regioni europee ed africane, una piccola porzione nord-orientale della Groenlandia, ma comprendendo le regioni orientale della Russia e dell'Oceania (ad esempio la Nuova Zelanda).

## Paesi lungo i due emisferi
Di seguito sono riportati i paesi che, trovandosi lungo il Primo Meridiano, hanno il loro territorio compreso in entrambi i due emisferi, occidentale ed orientale, in ordine da Nord a Sud:
- Regno Unito
- Francia
- Spagna
- Algeria
- Mali
- Burkina Faso
- Togo
- Ghana

Di seguito sono riportati i paesi lungo il 180º meridiano, in ordine da Nord verso Sud:
- Russia
- Stati Uniti
- Kiribati
- Tuvalu
- Wallis e Futuna (Francia)
- Figi